# Paradidactylia umfolozicus
Paradidactylia umfolozicus är en skalbaggsart som beskrevs av S. Endrödi 1976. Paradidactylia umfolozicus ingår i släktet Paradidactylia och familjen Aphodiidae. Inga underarter finns listade i Catalogue of Life.